# Pyotr Bolotnikov
Pour les articles homonymes, voir Bolotnikov.
Piotr Grigorievitch Bolotnikov (en russe : Пётр Григорьевич Болотников), né le 8 mars 1930 à Zinovkino, et mort le 20 décembre 2013 à Krasnoslobodsk (Mordovie), est un athlète d'URSS. Il pratiquait les courses de fond.

## Biographie
Il prend la succession de Vladimir Kuts à la tête du fond soviétique. Après une participation aux Jeux olympiques sans résultat lors des Jeux olympiques de 1956 à Melbourne, il remporte le 10 000 mètres des Jeux olympiques de 1960 à Rome, devançant le second de 5 secondes.
Il établira également deux records du monde du 10 000 mètres, le premier peu après son titre olympique, le second en 1962. Cette même année, il obtient le titre européen lors des Championnats d'Europe 1962 sur 10 000 mètres. Il est toutefois battu sur le 5 000 mètres et doit se contenter du bronze.
Après de nouveaux Jeux disputés sans succès à Tokyo, en ne se classant que 29e du 10 km, il quitte les pistes en 1965.

## Palmarès

### Jeux olympiques d'été
- Jeux olympiques de 1960 à Rome,  Italie
  -  Médaille d'or

### Championnats d'Europe d'athlétisme
- Championnats d'Europe 1962 à Belgrade,  Yougoslavie
  -  Médaille d'or du 10 000 mètres
  -  Médaille de bronze du 5 000 mètres

### Records du monde
- record du monde du 10 000 mètres en 28 min 18 s 8 le 15 octobre 1960 à Kiev
- record du monde du 10 000 mètres en 28 min 18 s 2 le 11 août 1962 à Moscou

### Autres résultats
- Cross de L'Humanité : 1er en 1960 ; 2e en 1963 ; 3e en 1958 et 1961.